# Creugas navus
Creugas navus là một loài nhện trong họ Corinnidae.
Loài này thuộc chi Creugas. Creugas navus được Frederick Octavius Pickard-Cambridge miêu tả năm 1899.